# Sáros (comitaat)
Het comitaat Sáros (in het Duits: Komitat Scharosch, in het Hongaars: Sáros vármegye, in het Latijn comitatus Sarossiensis) is een historisch Hongaars comitaat, het bestond tussen de 13e eeuw en 1920. Het comitaat werd tot 1647 bestuurd vanuit het kasteel van Sáros, daarna heeft het meerdere hoofdsteden gehad waaronder Veľký Šariš en Prešov (ook de laatste hoofdstad).

## Ligging
Het territorium van het comitaat is tegenwoordig gelegen in het noordoosten van Slowakije.
Het comitaat grensde in het noorden aan Polen (tussen 1772–1918 aan het Oostenrijkse kroonland Galicië), in het westen aan het comitaat Szepes, in het zuiden aan het comitaat Abaúj (tussen 1785–90, 1848–59, 1882–1918 het comitaat Abaúj-Torna genoemd) en in het oosten aan het comitaat Zemplén.
Het gebied lag in het gebergte Levočské vrchy en grensde in het zuiden aan de steden Košice en Svidník. De rivier Torysa stroomt door het historische comitaat.

## Deelgebieden
| Deelgebieden (járások)                      | Deelgebieden (járások)            |
| Deelgebied                                  | Hoofdstad                         |
| ------------------------------------------- | --------------------------------- |
| Eperjes                                     | Eperjes, tegenwoordig Prešov      |
| Bártfa                                      | Bártfa, tegenwoordig Bardejov     |
| Felsővízköz                                 | Felsővízköz, tegenwoordig Svidník |
| Girált                                      | Girált, tegenwoordig Giraltovce   |
| Héthárs                                     | Héthárs, tegenwoordig Lipany      |
| Kisszeben                                   | Kisszeben, tegenwoordig Sabinov   |
| Lemes                                       | Lemes, tegenwoordig Lemešany      |
| Stadsdistricten (rendezett tanácsú városok) |                                   |
| Eperjes, tegenwoordig Prešov                |                                   |
| Bártfa, tegenwoordig Bardejov               |                                   |
| Kisszeben, tegenwoordig Sabinov             |                                   |